# Wallfahrtskirche zum Kreuzberg

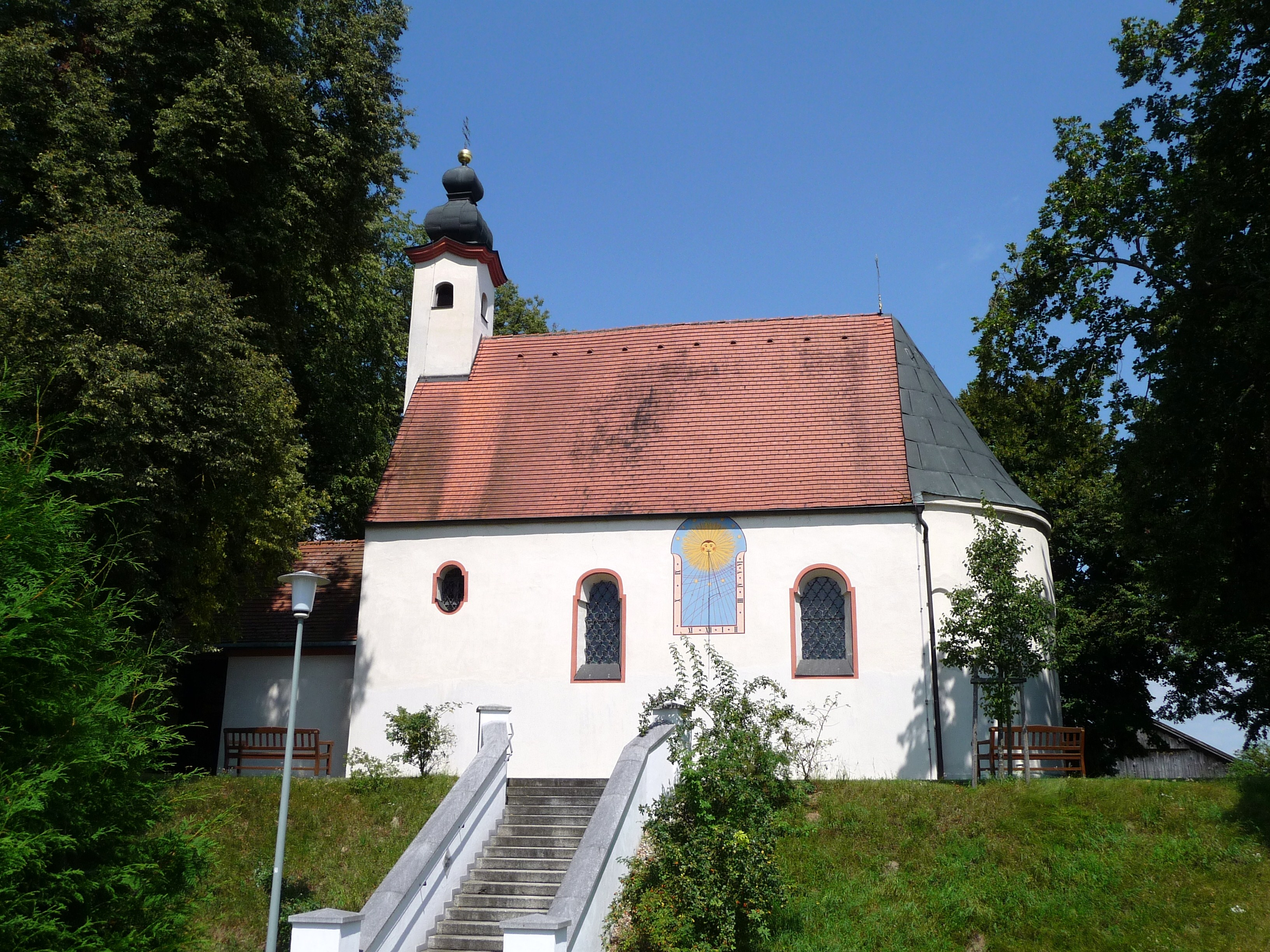
Die Wallfahrtskirche zum Kreuzberg in Haardorf

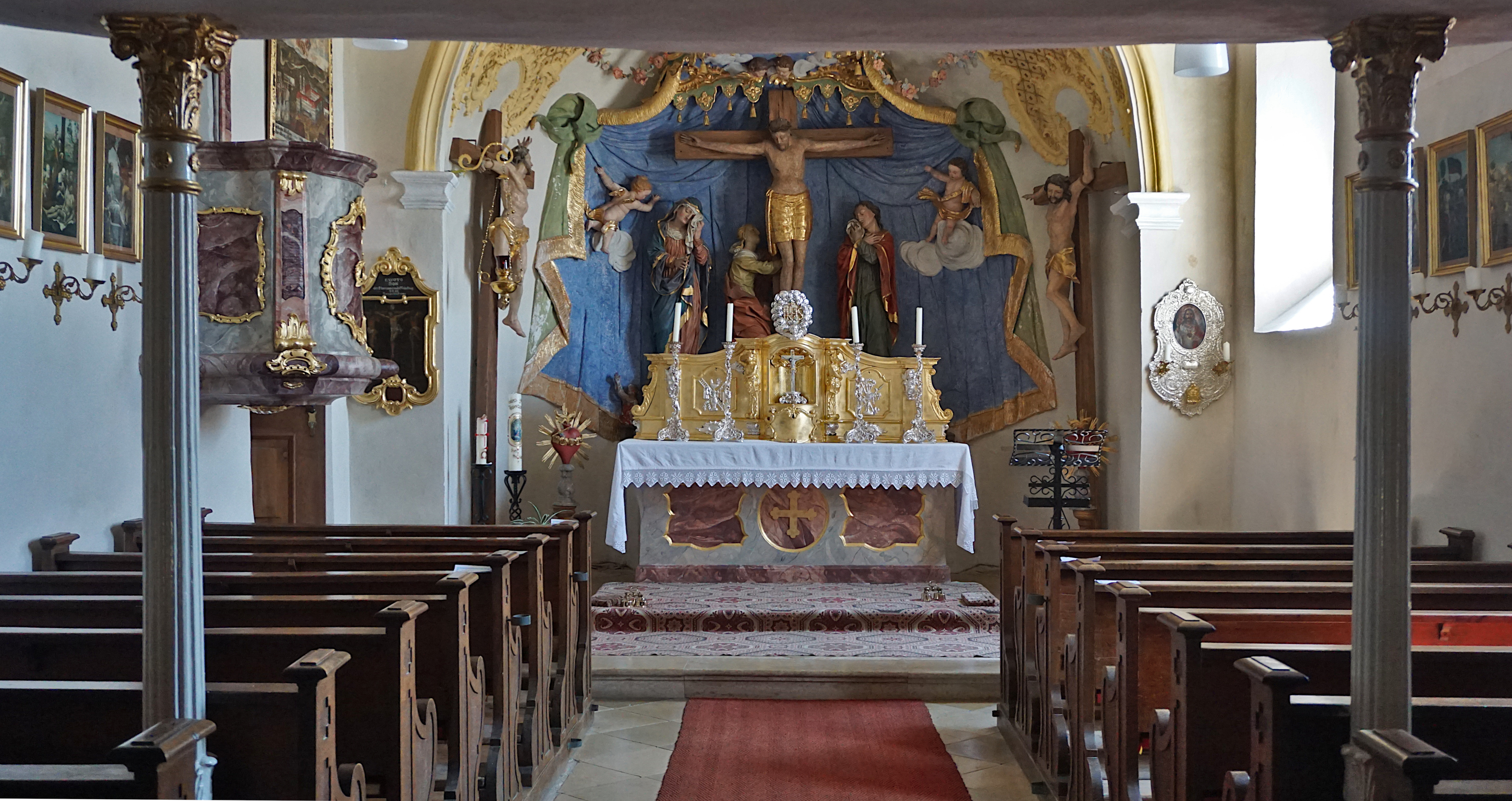
Innenraum der Wallfahrtskirche

Die Wallfahrtskirche zum Kreuzberg ist eine romanische Kirche in der Ortschaft Haardorf, unweit der Stadt Osterhofen im niederbayerischen Landkreis Deggendorf.
Nach einer Legende soll hier der Heilige Severin statt des bestehenden römischen Dianatempels ein Kreuz zur Verehrung Christi aufgerichtet haben.
Die Kirche wurde zwischen den Jahren 1259 und 1262 durch den Grafen Albert von Hals erbaut und dem Orden der Prämonstratenser von Kloster Osterhofen übergeben. Da die Bischöfe Konrad V. von Regensburg und Erich von Freising die Kirche mit Ablässen ausgestattet hatten, entwickelte sich eine rege Wallfahrtstätigkeit zum Heiligen Kreuz von Haardorf. So wird berichtet, dass allein im Jahr 1762 zum 500-jährigen Bestehen der Kirche dort 34.000 Pilger waren.
Die im letzten Jahrhundert beinahe versiegte Wallfahrt lebte seit der Innenrestaurierung der Kirche im Jahr 1984 wieder mehr und mehr auf. 2003 war die letzte größere Wallfahrt mit etwa 800 Gläubigen gemeinsam mit Bischof Wilhelm Schraml von Passau.